# Laónome
En la mitología griega, el nombre de Laónome (Λαονόμη) hace referencia a tres personajes femeninos:
- Laónome, hija de Guneo, posible esposa de Alceo con el que tuvo un hijo, Anfitrión, y una hija, Anaxo.[1][2][3]

- Laónome, hija de Anfitrión[4] y Alcmena[5][4] (nieta de la homónima precedente), hermana de Heracles.[6] Se casó con un argonauta, ya fuera Eufemo[6][5][4]  o Polifemo.[7]

- Laónome, madre con Hodédoco de Calíaro, epónimo de la ciudad de Calíaro (Lócrida).[8]